# Fastighets AB Balder
Fastighets AB Balder är ett börsnoterat fastighetsbolag som förvaltar och utvecklar bostäder, kommersiella fastigheter och hotell i Sverige, Danmark, Norge, England och Finland. Balder arbetar i 14 lokalkontor runt om i Sverige fördelade på fem regioner. Även om Fastighets AB Balders verksamhet till största del består av förvaltning av fastigheter är man sedan 2013 en stor aktör när det kommer till nyproduktion av bostäder och kommersiella fastigheter i storstadsregionerna Stockholm, Göteborg, Malmö och Köpenhamn. Balders huvudkontor har sedan starten funnits i Göteborg och befinner sig i nuläget på Parkgatan 49. Balders fastighetsbestånd hade den 30 september 2018 ett värde om 114, 5 Mdkr. Balderaktien är noterad på Nasdaq Stockholm, Lage Cap. Huvudägare och VD är Erik Selin.

## Historia[12]
Fastighets AB Balder bildades 2005 ur börsnoterade Enlight AB. Samma år förvärvade Balder totalt 53 fastigheter till ett värde av 2,7 Mdkr. Sedan 2006 har företaget funnits i Göteborg (huvudkontor), Stockholm och Malmö. Samma år förvärvade Balder 75 fastigheter och vid årets slut ägde Balder totalt 128 fastigheter till ett värde om 7,0 Mdkr. 2007 renodlade Balder sitt fastighetsbestånd genom försäljning av 29 industri- och lagerfastigheter till Corem Property Group AB, där Balder blev en stor delägare.
Under 2009 skedde förvärv av Din Bostad Sverige  AB och bolagets 310 bostadsfastigheter. Balder satsade även på förnyelsebar energi genom att investera i sex vindkraftverk med en normal årsproduktion om cirka 23 MWh. Per den 31 december 2009 ägde Balder 419 fastigheter till ett redovisat värde om 12,7 Mdkr.
2011 förvärvade Balder 25 handelsfastigheter från Catena AB som såldes in i ett nyetablerat samarbetsbolag med PEAB. Även satsningen på förnyelsebar energi fortsatte. Under året förvärvade ytterligare två vindkraftverk och totalt ägde Balder vid årsskiftet tio vindkraftverk med en beräknad produktionskapacitet om cirka 25 GWh.
2012 förvärvade Balder bostadsfastigheter i Danmark. Per den 31 december äger Balder 432 fastigheter till ett redovisat värde om 22,3 Mdkr.
Under 2013 förvärvade Balder Bovista Invest AB, en affär som bestod av 4 300 lägenheter. Ett totalentreprenadavtal tecknades om byggnation av 200 lägenheter i Ørestad, Köpenhamn. Per den 31 december 2013 ägde Balder 498 fastigheter till ett redovisat värde om 27,5 Mdkr.
2014 förvärvade Balder 14 hotellfastigheter. Förvärvet resulterade i att Balder, med sina 28 hotell och 5 000 hotellrum i portföljen, blir en av Sveriges största ägare av hotellfastigheter. 2015 köpte Balder 53 % av Sato vilket gör Balder till ägare av 23 000 lägenheter i Finland. Collector AB börsnoteras, där Balders andel uppgår till 44,1 procent. 2016 förvärvade Balder sin första fastighet i Norge. I Sverige förvärvade Balder en portfölj med handelsfastigheter från Anders Hedin Invest AB.
2017 avyttrades samtliga fastigheter i Arboga, Falköping, Köping och Tranås.

## Bostäder
Fastighets AB Balder förvaltar en stor andel hyresrätter i flera städer runtomkring i Sverige. Under 2005 förvaltade Balder sina första bostadsrätter i Göteborg och har därefter successivt förvärvat i andra städer och finns nu även på Gotland samt i Gävle, Helsingborg, Huddinge, Karlstad, Linköping, Malmö, Mariestad, Norrköping, Nynäshamn, Skövde, Stockholm, Sundsvall, Södertälje, Trollhättan, Uddevalla, Uppsala, Västerås och Åstorp.
Balder sköter sin uthyrning genom balders och homeqs hemsidor.
Balder har gjort flera stora förvärv i Sverige vilket står för majoriteten av bolagets nuvarande hyresrätter.  Med förvärvet 2009 av Din Bostad Sverige AB, tillfördes drygt 9000 lägenheter. Med köpet 2015 av Sato, tillfördes 23 000 lägenheter. Balder äger även hyresrätter i centrala Köpenhamn och har sedan 2012 jobbat med att utveckla hyresrätterna efter den danska marknaden.

## Nyproduktion
Under 2015 startade Balder en avdelning för nyproduktion av lägenheter och radhus. Primärt byggs bostäder i områden som Balder äger och förvaltar. Alla nybyggnationer i Göteborg är med i BoStad2021 som drivs av Göteborgs stad i samarbete med byggherrar. Projektet introducerades 2014 och går ut på att bygga 7000 bostäder utöver ordinarie produktion fram till 2021. Balders projekt är i Bergsjön, Västra Frölunda, Majorna (Fixfabriken), Björkekärr och Hisingen.
Under 2019-2020 planeras det att färdigställas ca 500 lägenheter och radhus i Göteborgsregionen. Parallellt har Balder flera projekt i Stockholmsregionen.

## Kommersiella lokaler
Balder äger och förvaltar kommersiell yta i Sverige, Danmark, Norge, Finland, England och Tyskland. I Sverige verkar Balder främst i Göteborg, Stockholm och Malmö men även i samma städer där Balder förvaltar bostäder. Den totala uthyrningsytan uppgår till över 1 200 000 m2 fördelat på över 200 fastigheter. Lokalerna fördelas inom kategorierna: Kontor och kontorshotell, restauranger, butikslokaler samt förråds- och lagerutrymmen.